# Tetraleurodes cruzi
Tetraleurodes cruzi és un hemípter del gènere Tetraleurodes de la família dels Aleiròdids.
L'espècie va ser descrita científicament per primera vegada per Cassino el 1991.